# Chantal Deseyne
Chantal Deseyne, née le 29 janvier 1957, est une femme politique française.

## Biographie
Maire de Serville, elle est élue sénatrice d'Eure-et-Loir le 28 septembre 2014.
Elle soutient François Fillon pour la primaire présidentielle des Républicains de 2016.
Elle donne son parrainage pour l'élection présidentielle à François Fillon .